# Séphora (prénom)
Pour les articles homonymes, voir Séphora (homonymie).
Séphora est un prénom féminin d'origine hébraïque dérivé de tsipór (ציפור), qui signifie « oiseau », et porté surtout en Afrique francophone, notamment au Congo,. C'est l'équivalent francophone du prénom Zipporah, porté dans le monde anglophone, notamment au Kenya et au Nigeria. En France, le prénom, rare jusqu'à la fin du XXe siècle (quelques naissances par an), connaît un léger pic de popularité dans les années 1990 et 2000.Le prénom Séphora est devenu connu grâce au personnage biblique. 

## Personnalités
- Séphora Bissoly (1981- ), athlète française ;
- Sephora Kayolo (1999- ), joueuse de basket-ball congolaise ;
- Séphora Mossé (1890-1973), actrice de théâtre et de cinéma française ;
- Séphora Pondi (1992- ), comédienne française.

Pour les articles sur les personnes portant ce prénom, consulter les listes générées automatiquement pour Séphora